# Leo Gooden
Leo Gooden (* 1929; † 1965) war ein US-amerikanischer Soul-, R&B- und Jazzsänger, Songwriter, Musikproduzent sowie Clubbesitzer in East St. Louis.

## Leben und Wirken
Gooden war Anfang der 1960er-Jahre Besitzer des Blue Note Club (4300 Missouri Avenue) in East St. Louis. in dem er als Sänger mit seiner Band Leo’s Five auftrat. Seiner Hausband gehörten der Hammondorgel-Spieler Don James, der Schlagzeuger Kenny Rice und der Tenorsaxophonist Charles „Little Man“ Wright an, zeitweise auch Fred Jackson, Hamiet Bluiett und Grant Green. Regelmäßig traten auch Musiker wie Redd Foxx, Yusef Lateef, Oliver Nelson und Lou Rawls in Goodens Nachtclub auf.
In dieser Zeit nahm Gooden auf seinem eigenen Plattenlabel L.G. Records mehrere Singles mit Standards wie Hi-Heel Sneakers, I'll Be Seeing You, Ol’ Man River und Darn That Dream sowie Eigenkompositionen wie Ugly, Ugly und Winkie-Do, außerdem zwei LPs auf. Oliver Nelson organisierte 1963 in New York für Leo Gooden eine Aufnahmesession mit Streichern (Leo Sings With Strings) und fungierte dabei als Arrangeur von Nummern wie Pennies from Heaven, In My Solitude, Sophisticated Lady oder Moon River. Goodens Gesangsstil war von Jimmy Scott und Billie Holiday beeinflusst. Für Albert King schrieb er 1964 den Song C.O.D. (Coun-Tree 1006).

## Diskographische Hinweise

### Singles
- Mood Tune/Would You (L. G. Records – LG 45 101)
- Ugly, Ugly / Winkee-Do (Noslen – 45 101)
- Leo’s Five: I'll Be Seeing You/Frederick’s Dream (L. G. Records, 1960)
- Leo Five: Darn That Dream/Are You Real (L. G. Records – 877T-5663, 1963)
- Leo’s Five: Hold It/Sunrise Serenade (L. G. Records – LG-5106), mit Albert King
- Leo’s Five: Johnnie Come Marching Home (Country Style) (Noslen – NOS-103)
- Leo’s Five: Ol' Man River (L. G. Records – 877T-3623)
- Leo’s Five Hi Heel Sneakers/Something You Got (L. G. Records – rk4m8458)

### Alben
- Leo’s Five: Spider Burks Presents Leo’s Five (1960), u. a. mit Hamiet Bluiett, wiederveröffentlicht als Direct from the Blue Note Club (Ace)[7]
- Leo Sings With Strings (L. G. Records LGM 1020, rec. 1963), u. a. mit Donald James, Milt Hinton, Joe Benjamin, Osie Johnson